# Boquerón 5.ª Sección (La Lagartera)
Boquerón 5.ª Sección (La Lagartera) es una localidad del municipio de Centro ubicado en la subregión centro del estado mexicano de Tabasco.

## Geografía
La localidad de Boquerón 5.ª Sección (La Lagartera) se sitúa en las coordenadas geográficas 17°52′10″N 93°00′52″O / 17.869444, -93.014444, a una elevación de 4 metros sobre el nivel del mar.

## Demografía
Según el Conteo de Población y Vivienda 2020, efectuado por el Instituto Nacional de Estadística y Geografía, la localidad de Boquerón 5.ª Sección (La Lagartera) tiene 364 habitantes, de los cuales 194 son del sexo masculino y 170 del sexo femenino. Su tasa de fecundidad es de 2.54 hijos por mujer y tiene 111 viviendas particulares habitadas.
| Gráfica de evolución demográfica de Boquerón 5.ª Sección (La Lagartera) entre 1970 y 2020 |
|                                                                                           |
| INEGI.                                                                                    |